# Széll-kormány

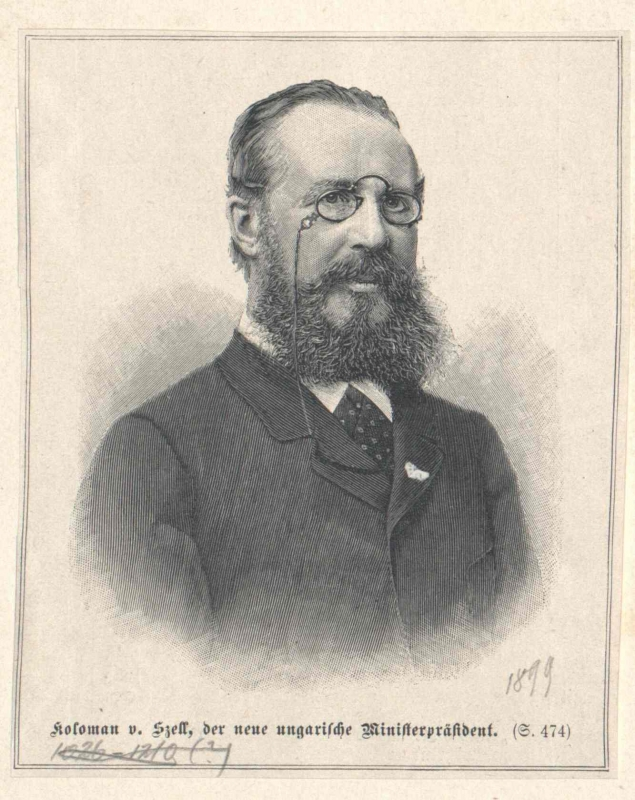
Széll Kálmán 1899 körül

A Széll-kormány a kiegyezés utáni tizedik kabinet volt a dualista Magyarországon Széll Kálmán vezetésével. 1899. február 26-án alakult és 1903. június 27-én távozott a hatalomból, elődjéhez hasonlóan politikai kényszerűségből.

## Története
Széll nehéz örökséget kapott a Bánffy-kormánytól. Az ischli klauzulát övező ellenzéki obstrukció és utcai tüntetések kívülről, míg a pártkérdéssé tett Tisza-féle javaslat (Lex-Tisza), azaz Tisza Kálmán véderőreform javaslata belülről gyengítette az új kabinetet, utóbbi ugyanis a Szabadelvű Párton belül szakadáshoz, tömeges kilépéshez vezetett.
Széll a „törvény, jog és igazság” jelmondatra igyekezett felfűzni kormányprogramját. Ennek értelmében rövid úton paktumot kötött az ellenzékkel, ami cserébe felhagyott az obstrukcióval, majd egyezséget kötött Apponyi Alberttel is, aki 1900. januárjában pártjával, a Nemzeti Párttal együtt belépett a Szabadelvű Pártba. Az ischli klauzula helyett saját elképzelései szerint rendezte az osztrák-magyar gazdasági viszonyt a bécsi Thun-kormánnyal, illetve az ebből eredő külkereskedelmi szerződéseket több biztosítékkal is körülbástyázva azok Magyarország szempontjából mindenkor egyidejű lejártát.
Ezalatt a korábbi paktum által gördülékennyé tett törvényhozással új házszabályt fogadtatott el, illetve néhány hét alatt keresztülvitte az összes (az obstrukcióban) elakadt törvényjavaslatot. Sikerült az általa elképzeltek szerint elfogadtatni a parlamenttel a gazdasági kiegyezés agráriusoknak kedvező egyoldalú ideiglenes meghosszabbítását 1907-ig, illetve a közös bankügy általában a pártoknak előnyös ideiglenes meghosszabbítását 1910-ig. 1901-ben megújította az összeférhetetlenségi törvényt is, egyúttal pedig látványos, de eredménytelen nyomorenyhítő akcióba kezdett.
A politikai irányvonal sikeresnek bizonyult; az 1901-es választásokat kicsivel több, mint kétharmados többséggel nyerte a Szabadelvű Párt, igaz története legsikeresebb, 1896-os választásához képest így is 13-mal kevesebb képviselőt delegálhatott az Országgyűlésbe.
Magyarország 1901-ben több más országhoz hasonlóan újabb gazdasági válsággal kellett, hogy szembenézzen, aminek egyik eredményeként megbukott az Ipar- és Kereskedelmi Bank, melynek Széll az elnöke volt. Ennek ellenére, vagy éppen ezért 1902. december 31-én sikerült megkötni a kiegyezés értelmében tízévente kötelezően megújítandó gazdasági kiegyezést (1867. évi XIV. törvénycikk), ami kereken öt évet váratott magára (1897-ben kellett volna aláírni, de a kaotikus bécsi és budapesti politikai állapotok, illetve az ezeket tetőző korabeli gazdasági világválság ezt együttesen ellehetetlenítették). Mivel Széll annak reményében, hogy az osztrákok valamiképp viszonozzák, az ezt megelőző tárgyalásokon nem lépett fel a Budapesten elvárt eréllyel. Az ilyeténképp kivívott ellenszenv az ellenzék körében az obstrukció újrakezdését vonta maga után. Ezt csak tetézte a Nemzeti Párt 1900-as beolvadása is, amivel nemhogy erősödött a Szabadelvű Párt, hanem egyenesen három frakcióra bomlott. Mikor Széll megpróbálta (osztrák kérésre) a hadsereg létszámának növelését elérni, újból „kitört a pokol”, aminek eredményeként nem sikerült elfogadtatni az 1903. évi költségvetést a törvényi határidőn belül. Ez az amúgyis nyomasztó viszonyok közt tengődő Horvát-Szlavónországokban kisebb magyarellenes zavargást szült (áprilisban főleg a magyar vasutak épületein található magyar feliratokat és címereket megrongálták, leverték). Május 1-jén be is állt a költségvetésen kívüli állapot, aminek sehogyan sem tudott véget vetni, így június 27-iki hatállyal benyújtotta lemondását.
A Széll-kabinetet követő első Khuen-Héderváry-kormány alig több, mint négy hónap alatt eredmény nélkül elbukott, így a helyzetet csak az azt követő első Tisza István-kormány tudta megoldani. Tisza extrém erőszakos, gyakorta házszabály-sértő módszerei (pl „zsebkendőszavazás”) rövid úton a közvélemény veszélyes mértékű polarizálódásához, a Szabadelvű Párt történelmi választási vereségéhez és az ezekből együttesen adódó súlyos belpolitikai válsághoz vezettek.

## A kormány tagjai
| Név                                           | hivatal kezdete                   | hivatal vége                      | párt/szervezet                    | megjegyzés                                                         |
| Miniszterelnök és belügyminiszter             | Miniszterelnök és belügyminiszter | Miniszterelnök és belügyminiszter | Miniszterelnök és belügyminiszter | Miniszterelnök és belügyminiszter                                  |
| --------------------------------------------- | --------------------------------- | --------------------------------- | --------------------------------- | ------------------------------------------------------------------ |
| Széll Kálmán                                  | 1899. február 26.                 | 1903. június 27.                  | Szabadelvű Párt                   | „ideiglenes belügyminiszter” volt végig                            |
| Pénzügyminiszter                              |                                   |                                   |                                   |                                                                    |
| Lukács László                                 | 1899. február 26.                 | 1903. június 27.                  | Szabadelvű Párt                   |                                                                    |
| Igazságügy-miniszter                          |                                   |                                   |                                   |                                                                    |
| Plósz Sándor                                  | 1899. február 26.                 | 1903. június 27.                  | Szabadelvű Párt                   |                                                                    |
| Honvédelmi miniszter                          |                                   |                                   |                                   |                                                                    |
| Fejérváry Géza                                | 1899. február 26.                 | 1903. június 27.                  | pártonkívüli                      |                                                                    |
| A király személye körüli miniszter            |                                   |                                   |                                   |                                                                    |
| Széchényi Manó                                | 1899. február 26.                 | 1900. március 7.                  | pártonkívüli                      |                                                                    |
| Széll Kálmán                                  | 1900. március 7.                  | 1900. március 29.                 | Szabadelvű Párt                   | miniszterelnökként és ideiglenes belügyminiszterként, ideiglenesen |
| Széchényi Gyula                               | 1900. március 29.                 | 1903. június 27.                  | pártonkívüli                      |                                                                    |
| Vallás- és közoktatásügyi miniszter           |                                   |                                   |                                   |                                                                    |
| Wlassics Gyula                                | 1899. február 26.                 | 1903. június 27.                  | Szabadelvű Párt                   |                                                                    |
| Földmívelésügyi miniszter                     |                                   |                                   |                                   |                                                                    |
| Darányi Ignác                                 | 1899. február 26.                 | 1903. június 27.                  | Szabadelvű Párt                   |                                                                    |
| Kereskedelemügyi miniszter                    |                                   |                                   |                                   |                                                                    |
| Hegedüs Sándor                                | 1899. február 26.                 | 1902. március 4.                  | Szabadelvű Párt                   |                                                                    |
| Horánszky Nándor                              | 1902. március 4.                  | 1902. április 19.                 | Szabadelvű Párt                   |                                                                    |
| Láng Lajos                                    | 1902. május 5.                    | 1903. június 27.                  | Szabadelvű Párt                   |                                                                    |
| Horvát-szlavón-dalmát tárca nélküli miniszter |                                   |                                   |                                   |                                                                    |
| Cseh Ervin                                    | 1899. február 26.                 | 1903. június 27.                  | ?                                 |                                                                    |